# Lucien Gaillard
Pour les articles homonymes, voir Gaillard.
 Lucien Gaillard, né la 13 novembre 1861 à Paris où il est mort le 23 novembre 1942, est un orfèvre et joaillier français, l'un des maîtres de l'Art nouveau.

## Biographie

Vase Chou (Musée des arts décoratifs de Paris, 1901).

Lucien Gaillard est issu d'une famille d'orfèvres : son grand-père, Amédée Alexandre Gaillard (1811-1882), avait fondé à Paris en 1840 une entreprise de joaillerie d'art, qu'il avait transmise à son fils Ernest (1836-1909). Lucien est formé comme apprenti par son père dès 1878 et prend en 1892 la direction de l'établissement parisien situé au 107 rue La Boétie. Il devient membre de la Chambre syndicale des bijoutiers, joailliers et orfèvres.
Contemporain de René Lalique, Lucien fut d'abord marqué par son œuvre qu'il trouvait stimulante. En 1900, ses créations sont distinguées lors de l'exposition universelle, où il reçoit le Grand Prix dans sa spécialité. Sept ans plus tôt, il était déjà membre du jury de l'exposition de Chicago. En 1902, il est fait chevalier de la Légion d'honneur.
Son style est profondément lié au japonisme. Dans son atelier, l'on peut croiser des maîtres artisans venus de Tokyo qui travaillent à ses côtés des matières comme l'ivoire ou la laque.
À partir de 1904, sa production d'objets d'art va s'amplifier. Il produit des vases, des pommeaux de canne, des peignes à cheveux, des broches, des pendants, inspirés de motifs floraux et animaliers (abeille, papillon, libellule, serpent, etc.), à partir de pierres et de métaux précieux. 

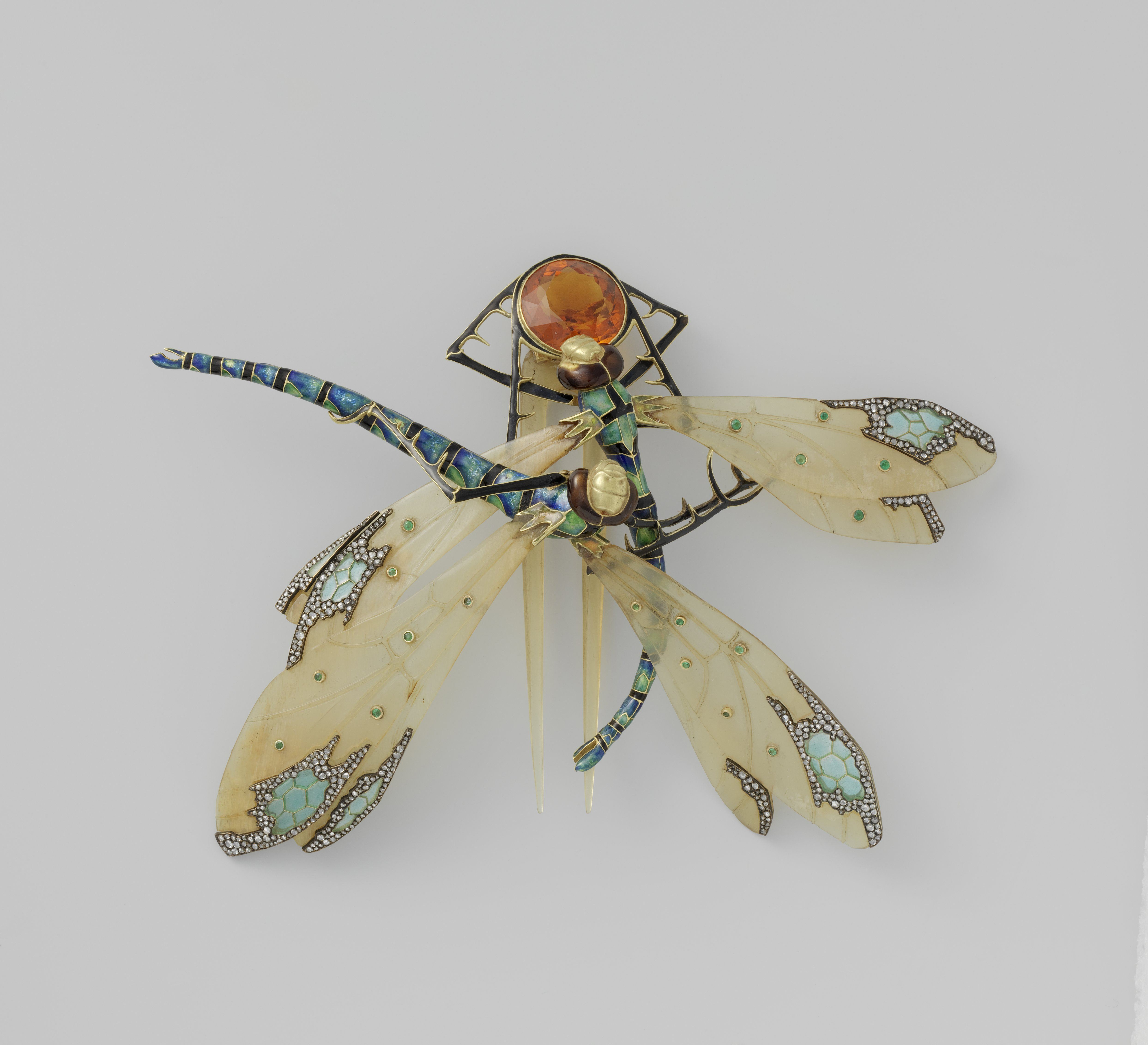
Libellules en corne, or, émeraudes, diamants, émail et citrine, 1904, Rijksmuseum, Amsterdam

En tant que dinandier, il s'intéresse de près aux patines, aux vernis et bien sûr aux formes et aux alliages des contenants.
Vers 1910, il élargit sa production à celle du verre. Il imagine des flacons pour des maisons de parfum comme Gueldy, Corday, Callot Sœurs ou Violet. Sa collaboration avec Violet sera active jusqu'en 1926.
Il meurt à son domicile de la rue de Courcelles et est inhumé au cimetière des Batignolles (9e division).

## Conservation
- Musée des arts décoratifs de Paris[4]
- Musée d'Orsay
- Musée des arts appliqués (Vienne)
- Rijksmuseum Amsterdam